# Peter Jöback
Peter Arne Jöback (Estocolmo, 4 de junio de 1971) es un cantante y actor teatral de origen sueco.

## Biografía
Peter tiene un hermano Mikael Jöback y tres medios hermanos Stefan, Håkan y Göran.
Desde el 25 de junio de 2010 está casado con Oscar Jöback, la pareja tiene dos hijas adoptivas Vega Lee e Iggy-Lou.

## Carrera
Peter hizo su debut profesional en la producción sueca de "Sonrisas Y Lágrimas" a la edad de diez años, interpretando el papel de Kurt Von Trapp. Otras de sus primeras apariciones, incluyen trabajos en "West Side Story" (como Tony), "El Libro De La Selva" (como Gray), "Here And Now" (como Ben), "Cavalry Maiden" (como Astahof), "La Belle Epoque" (como Morgan) y "Mio My Mio" como Lollo).
Más tarde, conseguiría hacerse popular en la producción realizada en Estocolmo de "Fame", como Nick Piazza. Fue nominado al Swedish Golden Mask Award al Mejor Actor en un Musicla por este papel. Más tarde, participaría en el doblaje de la película estadounidense "Aladino", trabajo que volvería a repetir en la serie de dibujos animados del mismo nombre.
Como mucho otros artistas de su país, intentó participar en Eurovisión, presentándose al Melodifestivalen 1990 con el tema "En Sensation". Desafortunadamente, sólo consiguió alcanzar la novena posición.
Durante el comienzo de los años '90, comenzó su carrera discográfica, con la publicación de dos sencillos dentro de la discográfica DoReMe. Ambos trabajos estaban compuestos en inglés y, con uno de ellos, "This Time" se hizo con la victoria en el Baltic Song Contest de 1992. Poco después, llegaría a grabar diez temas en inglés para un álbum que jamás se llegó a publicar.
Sin embargo, firmó un contrato con la compañía Sony Records, realizando un dúo con Towe Jaarnek, "More Than A Game", que se convirtió en la canción oficial de los campeonatos de fútbol celebrados en Suecia en 1992.
Con la colaboración de su hermano Mikael, publicó un álbum con el mismo título ("More Than A Game") en 1993. Desafortunadamente, este disco no tuvo una gran repercusión en el mercado sueco. 
Junto a Lisa Nilsson, Lizette Pålsson y Andreas Lundstedt formó parte del grupo Stage Four, participando en diferentes programas de televisión y acudiendo al 125 aniversario del rotativo sueco Dagens Nyheter.
Pero, sin lugar a dudas, su momento de gloria llegó en 1995 al ser seleccionado para el papel de Robert en el musical "Kristina Från Duvemåla", creado por Björn Ulvaeus y Benny Andersson. El sencillo "Guldet Blev Till Sand", extraído de dicho musical e interpretado por Peter, entró en la lista de éxitos de Suecia] y permaneció en el puesto número 1 durante 36 semanas.
Su talento había sobrepasado las fronteras suecas, lo que le supuso viajar a Londres en 1997 para interpretar el papel de Chris en "Miss Saigon" durante ocho meses. A su regreso en septiembre del mismo año, comenzó a trabajar en un nuevo álbum, así como en una nueva gira. El primer sencillo de este trabajo discográfico, "En Sång Om Oss" ("Una Canción Sobre Nosotros") fue publicado en el mes de noviembre, al que le siguió el álbum "Personliga Val" ("Decisión Personal") en diciembre. Consiguió ser disco de platino con más de 100.000 copias vendidas, y alcanzó el puesto número dos en la lista de éxitos. 
En 1998 recreó de nuevo el papel de Robert en la premier en Estocolmo del musical con el que había alcanzado la fama. Dicho papel, lo compaginó con su rol de Jesús en los conciertos basados en el musical "Jesucristo Superstar" celebrados en la capital y en Gotemburgo. Más tarde, crearía su propio show en Börsen, Estocolmo, un espectáculo que duró 3 meses y en el que pudo demostrar sus dotes como bailarín y cantante.
El éxito continuo en 1999, empezando con tres conciertos en Finlandia. Igualmente, hizo su primer debut en el cine con la película "Där Regnbågen Slutar" ("Allí Donde El Arcoiris Termina"). Un año más tarde, doblaría al personaje principal de la película "Stuart Little", y en junio se trasladó al West End de nuevo para interpretar el papel de Michael en el musical "Las Brujas de Eastwick".
Tras su colaboración en dicho musical,, publicó en septiembre de 2000 su álbum en inglés "Only When I Breathe", que alcanzó nuevamente el número uno en su país. En marzo de 2002, su segundo álbum en inglés, "I Feel Good And I'm Worth It" vio la luz, llegando al número 2 en la lista de los más vendidos.

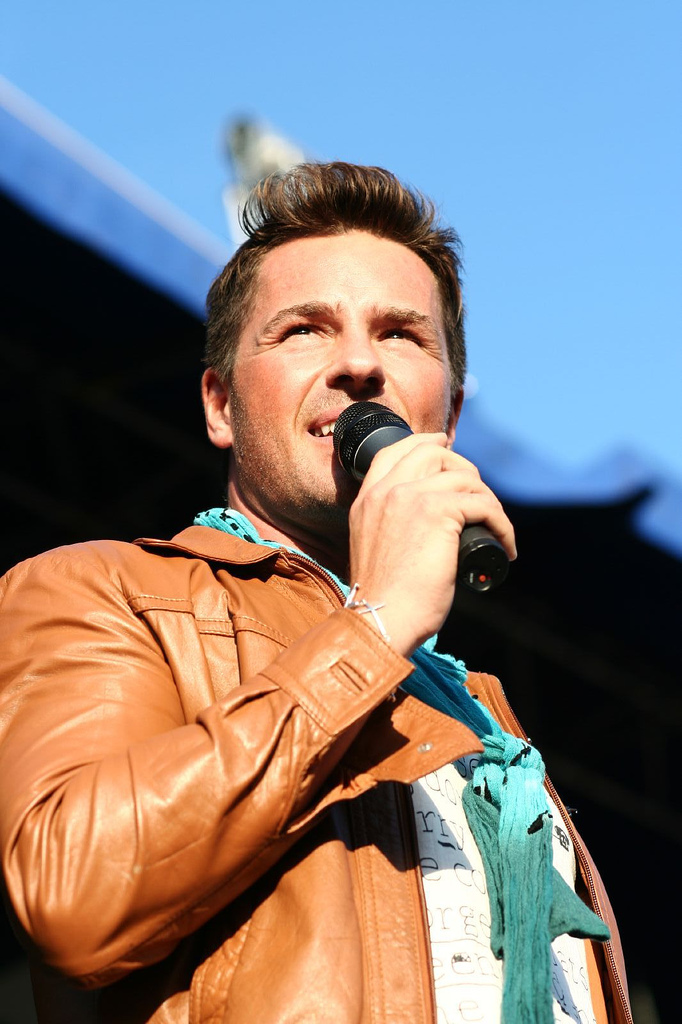
Peter Jöback.

En ese mismo año, participó en tres conciertos en homenaje al grupo ABBA, junto a otros artistas del país, así como con la legendaria Dionne Warwick. Con motivo de la Navidad, publicó su álbum "Jag Kommer Igen Till Jul" ("Vengo De Nuevo A Casa Por Navidad"), alcanzando lo más alto de la lista de ventas durante cinco semanas, y convirtiéndose en el séptimo trabajo discográfico más vendido en 2002. 
Después de varios conciertos durante 2003, y pequeñas colaboraciones en diferentes musicales, publica en 2004 dos álbumes diferentes. El primero "Det här är platsen" ("Éste Es El Lugar") en abril y, como con sus últimos trabajos, consiguió éxito de crítica y público. El segundo "Storybook", publicado más tarde, estaba totalmente compuesto por canciones en inglés.
Tras la publicación de estos nuevos trabajos, realizó dos conciertos para promorcionar sus trabajos en Gotemburgo y en Estocolmo. Durante el mes de diciembre, participó como artista invitado en varios conciertos de la artista noruega Sissel. En 2010 volvió a presentarse al Melodifestivalen, con el tema "Hollow".

## Filmografía

### Series de televisión
| Año             | Título                     | Personaje      | Notas                 |
| --------------- | -------------------------- | -------------- | --------------------- |
| 2015 - presente | Modus                      | Rolf Ljungberg | 8 episodios           |
| 2008            | Der Kommissar und das Meer | -              | episodio "Sommerzeit" |

### Películas
| Año  | Título                                            | Personaje        | Notas                                                                                   |
| ---- | ------------------------------------------------- | ---------------- | --------------------------------------------------------------------------------------- |
| 2011 | The Phantom of the Opera at the Royal Albert Hall | Fantasma (final) | junto a Ramin Karimloo, Sierra Boggess, Hadley Fraser, Wendy Ferguson y Barry James     |
| 2003 | Jag kommer hem igen till jul - En julkonsert      | -                | junto a Pernilla August, Lars Halapi y Sissel Kyrkjebø                                  |
| 1999 | Där regnbågen slutar                              | Stjärnan         | junto a Göran Stangertz, Camilla Lundén, Pernilla August, Rolf Lassgård y Tommy Körberg |

### Escritor
| Año  | Título                                       | Notas |
| ---- | -------------------------------------------- | ----- |
| 2003 | Jag kommer hem igen till jul - En julkonsert | -     |

### Compositor
| Año  | Título                                       | Notas |
| ---- | -------------------------------------------- | ----- |
| 2003 | Jag kommer hem igen till jul - En julkonsert | -     |